# Sida argentina
Sida argentina är en malvaväxtart som beskrevs av K. Schum. Sida argentina ingår i släktet sammetsmalvor, och familjen malvaväxter. Utöver nominatformen finns också underarten S. a. tucumanensis.